# آتالار (شاوشات)
آتالار (به ترکی استانبولی: Atalar) یک منطقهٔ مسکونی در ترکیه است که در شاوشات واقع شده‌است. آتالار ۳۶ نفر جمعیت دارد.